# Scotopteryx
Genre
Scotopteryx est un genre de lépidoptères (papillons) de la famille des Geometridae.

## Espèces et sous-espèces rencontrées en Europe
- Scotopteryx aelptes (Prout, 1937)
- Scotopteryx alfacaria (Staudinger, 1859)
- Scotopteryx angularia (de Villers, 1789)
- Scotopteryx bipunctaria (Denis & Schiffermüller, 1775)
  - Scotopteryx bipunctaria bipunctaria (Denis & Schiffermüller, 1775)
  - Scotopteryx bipunctaria cretata (Prout, 1937)
  - Scotopteryx bipunctaria maritima (Seebold, 1879)
- Scotopteryx burgaria (Eversmann, 1843)
- Scotopteryx chenopodiata (Linnaeus, 1758)
- Scotopteryx coarctaria (Denis & Schiffermüller, 1775)
- Scotopteryx coelinaria (de Graslin, 1863)
- Scotopteryx ignorata Huemer & Hausmann, 1998
- Scotopteryx luridata (Hufnagel, 1767)
  - Scotopteryx luridata luridata (Hufnagel, 1767)
  - Scotopteryx luridata plumbaria (Fabricius, 1775)
- Scotopteryx moeniata (Scopoli, 1763)
- Scotopteryx mucronata (Scopoli, 1763)
- Scotopteryx obvallaria (Mabille, 1867)
- Scotopteryx octodurensis (Favre, 1903)
  - Scotopteryx octodurensis lozerae (Herbulot, 1957)
  - Scotopteryx octodurensis nevadina (Wehrli, 1927)
  - Scotopteryx octodurensis octodurensis (Favre, 1903)
- Scotopteryx peribolata (Hübner, 1817)
- Scotopteryx proximaria (Rambur, 1833)
- Scotopteryx vicinaria (Duponchel, 1830)
  - Scotopteryx vicinaria illyriacaria (Schawerda, 1919)
  - Scotopteryx vicinaria vicinaria (Duponchel, 1830)